# Pacifica
Pacifica é uma cidade localizada no estado americano da Califórnia, no condado de San Mateo, na costa do Oceano Pacífico entre São Francisco e Half Moon Bay. Foi incorporada em 1957. Possui mais de 38 mil habitantes, de acordo com o censo nacional de 2020.

## Visão geral
A cidade de Pacifica está espalhada ao longo de um trecho de 9,7 quilômetros de praias e colinas costeiras no centro-norte da Califórnia. A cidade compreende vários pequenos vales espalhados entre Sweeney Ridge no leste, Montara Mountain ao sul e penhascos rochosos do Oceano Pacífico a oeste.
Pacifica é bem conhecida regionalmente como um destino popular de surfe. Surfistas e famílias costumam visitar Linda Mar Beach. Rockaway Beach é um local pitoresco e oferece recreação, compras e restaurantes. Pacifica também é um destino popular para mountain bike, com muitas trilhas cruzando as encostas que cercam a cidade, incluindo Pedro Mountain Road, Sweeney Ridge e áreas da Área de Recreação Nacional Golden Gate. Os pescadores frequentam as praias locais e o Pacifica Pier, muitas vezes pescando robalo e salmão. Pacifica também é um lugar popular para caminhadas, com muitas trilhas que serpenteiam ao longo das praias e penhascos, incluindo Mori Point, San Pedro Valley County Park, Sanchez Adobe, Milagra Ridge e a pedreira Pacifica, de propriedade privada. Para teatro local ao vivo e artes cênicas, Pacifica Spindrift Players é um local e popular favorito, além de Pacifica Performances, que regularmente oferece apresentações musicais e artes cênicas. Pacifica também abriga o Sharp Park Golf Course, que foi projetado em 1931 pelo arquiteto Alister MacKenzie. O viveiro de bromélias de classe mundial, Shelldance Orchid Gardens, está localizado na saída da Highway 1 em Pacifica, adjacente à trilha de caminhada Sweeney Ridge.

## Geografia
De acordo com o Departamento do Censo dos Estados Unidos, a cidade tem uma área de 32,61 km², dos quais 32,59 km² estão cobertos por terra e 0,02 km² (0,1%) por água.

### Localidades na vizinhança
O diagrama seguinte representa as localidades num raio de 8 km ao redor de Pacifica.

## Demografia
Desde 1960, o crescimento populacional médio, a cada dez anos, é de 13,1%.

### Censo 2020
De acordo com o censo nacional de 2020, a sua população é de 38 640 habitantes e sua densidade populacional de 1 185,7 hab/km². Seu crescimento populacional na última década foi de 3,8%, abaixo do crescimento estadual de 6,1%. É a sexta cidade mais populosa e a 13ª mais densamente povoada do condado de San Mateo.
Possui 14 652 residências que resulta em uma densidade de 449,6 residências/km² e um aumento de 0,9% em relação ao censo anterior. Deste total, 3,2% das unidades habitacionais estão desocupadas. A média de ocupação é de 2,7 pessoas por residência.
A renda familiar média é de 125 500 dólares e a taxa de emprego é de 66,7%.

### Censo 2010
Segundo o censo nacional de 2010, a sua população era de 37 234 habitantes e sua densidade populacional de 1 135,56 hab/km². Possuía 14 523 residências, que resultava em uma densidade de 442,9 residências/km².

## Marco histórico
Pacifica possui apenas uma entrada no Registro Nacional de Lugares Históricos, o Sanchez Adobe Park, designado em 13 de abril de 1976.